# Demba Ba
Demba Ba (* 25. května 1985 Sèvres) je bývalý senegalský profesionální fotbalový útočník a reprezentant francouzského původu. Svoji hráčskou kariéru ukončil v roce 2021, a to ve švýcarském Luganu.

## Klubová kariéra
Narodil se ve Francii ve městě Sèvres. Svou profesionální fotbalovou kariéru zahájil v roce 2005 ve francouzském klubu FC Rouen, kde strávil jednu úspěšnou sezónu. Poté roku 2006 přestoupil do Belgie, konkrétně do klubu Royal Excelsior Mouscron. Byl poměrně produktivní, ale během svého angažmá se zranil, utrpěl zlomeninu holenní a lýtkové kosti.

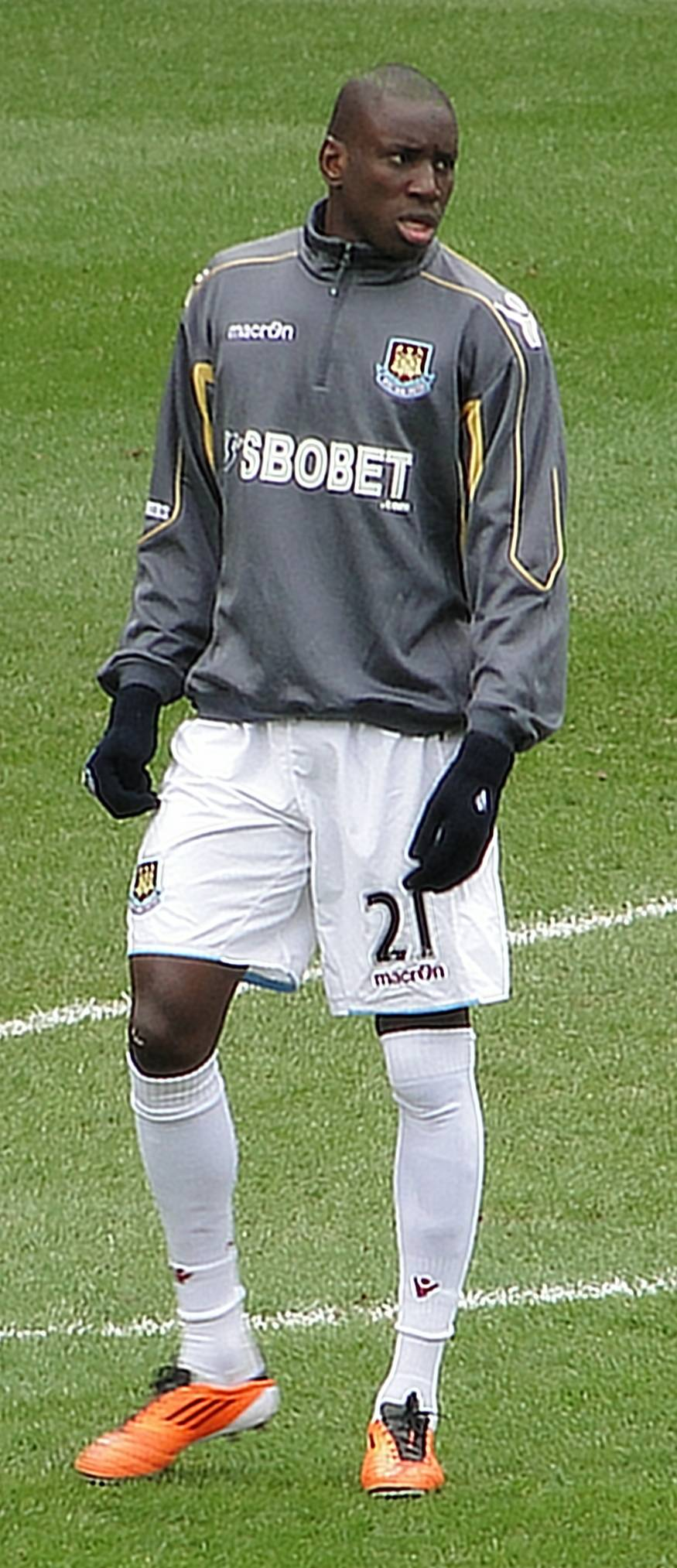
Demba Ba v soupravě West Hamu United.

V srpnu 2007 změnil opět působiště a vydal se do německého klubu TSG 1899 Hoffenheim, kterému výrazně pomohl k postupu do Bundesligy a následnému 7. místu v sezóně 2008/09. V lednu 2011 přestoupil do Anglie do klubu West Ham United. Přestože zde zaznamenal 7 vstřelených gólů během 12 zápasů, nedokázal zabránit sestupu celku z Barclays Premier League.

### Newcastle United
17. června 2011 přestoupil zadarmo z West Hamu do Newcastle United. Demba Ba byl druhým hráčem, kterého si během léta 2011 přivedl do týmu trenér Alan Pardew. Debutoval v prvním utkání nové sezóny 2011/12 (13. srpna 2011) proti Arsenalu (remíza 0:0). Na své první góly si musel počkat 8 zápasů až do 17. září 2011, kdy hattrickem pokořil Blackburn Rovers. Utkání skončilo výhrou Newcastlu 3:1. Druhý hattrick si připsal v utkání proti Stoke City. Skóroval i v památném utkání 4. ledna 2012, kdy Newcastle doma porazil rozdílem třídy (3:0) silný Manchester United. Ba ve 33. minutě otevíral gólový účet zápasu.

### Chelsea FC
4. ledna 2013 přestoupil Demba Ba do londýnské Chelsea FC, kde podepsal 3,5letý kontrakt. Stal se prvním senegalským hráčem v historii klubu. Debutoval 5. ledna ve třetím kole FA Cupu proti domácímu Southamptonu a hned vstřelil dva góly za svůj nový klub. Výrazně tak přispěl k vítězství Chelsea 5:1. V Premier League se trefil za Chelsea poprvé při svém ligovém debutu 16. ledna opět proti Southamptonu, když ve 25. minutě otevíral skóre utkání. Zápas skončil remízou 2:2. 2. března 2013 se ve 28. ligovém kole jedním gólem podílel na výhře Chelsea 1:0 proti West Bromwichi. V opakovaném čtvrtfinálovém utkání FA Cupu 1. dubna 2013 (první zápas skončil remízou 2:2, proto se opakoval) proti Manchesteru United se akrobaticky trefil za záda brankáře Davida de Gey. Tento gól znamenal vítězství Chelsea 1:0 a postup do semifinále proti Manchesteru City. Podobnou branku vstřelil i v semifinále 13. dubna 2013, ale pouze korigoval stav na konečných 1:2 pro Manchester City, který tak postoupil do finále proti Wiganu Athletic.
6. listopadu 2013 vstřelil gól německému týmu FC Schalke 04 v základní skupině Ligy mistrů, Chelsea vyhrála 3:0. S Chelsea postoupil ze základní skupiny E do vyřazovacích bojů Ligy mistrů 2013/14, anglický tým v ní obsadil se ziskem 12 bodů první místo. V posledním utkání skupiny 11. prosince 2013 vstřelil vítězný gól proti týmu FC Steaua București a zařídil tak výhru 1:0. V domácí odvetě čtvrtfinále Ligy mistrů 8. dubna 2014 proti Paris Saint-Germain FC vstřelil rozdílový gól a zařídil tak při výhře 2:0 postup Chelsea do semifinále. V něm byl londýnský klub vyřazen španělským Atléticem Madrid.

### Beşiktaş Istanbul
V červenci 2014 přestoupil do istanbulského klubu Beşiktaş JK.

### Šanghaj Šenhua
V červenci 2015 přestoupil do čínského klubu Šanghaj Greenland Šenhua FC. 17. července 2016 si ošklivě zlomil nohu v zápase proti týmu Shanghai SIPG a pokračování v jeho kariéře bylo na vážkách.

## Reprezentační kariéra
Od roku 2007 působí v národním mužstvu Senegalu. Debutoval 2. června 2007 v kvalifikačním utkání na Africký pohár národů (APN) proti domácí Tanzanii. Nastoupil v základní sestavě a v 75. minutě vstřelil gól, zajistil tak svému mužstvu vítězství 1:0.